# Listă de personalități din Varșovia

Stema Varșoviei

Această listă de personalități marcante din Varșovia cuprinde o enumerare alfabetică a celor mai reprezentative persoane născute în capitala Poloniei.
Dacă nu este precizată etnia unei persoane, se subînțelege că acesta este polonă.

## A
- Nathan Alterman (1910 - 19700, scriitor evreu;
- Bartolomeo Altomonte (1694 - 1783), pictor austriac;
- Henryk Arctowski (1871 - 1958), om de știință, explorator al Antarcticii;
- Solomon Asch (1907 - 1996), psiholog american.

## B
- Władysław Bartoszewski (1922 - 2015), om de stat;
- Kamil Biliński (n. 1988), fotbalist;
- Zbigniew Brzeziński (1928 - 2017), politician american;
- Leonard Buczkowski (1900 - 1967), actor, regizor, scenarist.

## C
- Krystyna Chojnowska-Liskiewicz (1936 - 2021), prima femeie care a navigat singură în jurul lumii;
- Cimburga de Mazovia (1394/1397? - 1429), prințesă, mama lui Frederic al III-lea al Sfântului Imperiu Roman;
- Evgheni Cosminski (1886 - 1959), istoric rus;
- Marie Curie (1867 - 1934), savantă stabilită în Franța, dublu laureată a Premiului Nobel.

## E
- Samuel Eilenberg (1913 - 1998), matematician american.

## F
- Kasimir Fajans (1887 - 1975), chimist-fizician american;
- Katarzyna Figura (n. 1962), actriță;
- Mieczysław Fogg (1901 - 1990), cântăreț;
- Kazimierz Funk (1884 - 1967), biochimist evreu.

## G
- Rafał Gan-Ganowicz (1932 - 2002), mercenar, activist anticomunist;
- Samuel Goldwyn (1882 - 1974), producător de film stabilit în SUA.

## H
- Julia Hauke (1825 - 1895), mama lui Alexandru, Prinț al Bulgariei.

## K
- Jarosław Kaczyński (n. 1949), politician, premier;
- Stanisław Kamocki (1875 - 1944), pictor;
- Janusz Korczak (1878 - 1942), medic.

## L
- Joseph Lejtes (1901 - 1983), scenarist, regizor;
- Tamara de Lempicka (1898 - 1980), pictoriță;
- Robert Lewandowski (n. 1988), fotbalist;
- Małgorzata Lorentowicz (1927 - 2005), actriță.

## M
- Zdzisław Maklakiewicz (1927 - 1977), actor;
- Benoît Mandelbrot (1924 - 2010), matematician evreu, stabilit în Franța și în SUA;
- Osip Mandelștam (1891 - 1938), scriitor;
- Natalie Moszkowska (1886 - 1968), economistă.

## N
- Zofia Nałkowska (1884 - 1954), scriitoare;
- Zbigniew Namysłowski (1939 - 2022), instrumentist;
- Leon Niemczyk (1923 - 2006), actor.

## P
- Magdalena Piekarska (n. 1986), scrimeră;
- Władysław Podkowiński (1866 - 18950, pictor;
- Kazimierz Prószyński (1875 - 1945), inventator;

## R
- Madeleine Radziwiłł (1861 - 1945), aristocrată cu acțiuni filantropice;
- Antoni Roman (1892 - 1951), politician;
- Weronika Rosati (n. 1984), actriță;
- Tadeusz Ross (1938 - 2021), politician;
- Joseph Rotblat (1908 - 2005), fizician stabilit în Regatul Unit.

## S
- Irena Sendler (1910 - 2008), asistentă medicală, activistă;
- Israel Shahak (1933 - 2001), profesor universitar, supraviețuitor al Holocaustului;
- Krystyna Skarbek (1908 - 1952), agent al Special Operations Executive;
- Józef Sowiński (1777 - 1831), om politic, general;
- Iga Świątek (n. 2001), tenismenă;
- Karol Świerczewski (1897 - 1947), general.

## Ș
- Solomon Șapiro (1909 - 1967), compozitor, dirijor rus.

## T
- Haroun Tazieff (1914 - 1998), vulcanolog, geolog francez.

## Z
- Jan Zieliński (n. 1996), tenismen;
- Narcyza Żmichowska (1819 - 1876), scriitoare.